# ويليام غاردنر ويليام
ويليام غاردنر ويليام (بالإنجليزية: William Gardner Hale)‏ هو عالم لغوي كلاسيكي أمريكي، ولد في 9 فبراير 1849 في سافانا في الولايات المتحدة، وتوفي في 24 يونيو 1928 في ستامفورد في الولايات المتحدة.